# Ítéletlogika
Az ítéletlogika vagy ítéletkalkulus a formális logika azon ága, mely az egyértelműen igaz vagy hamis kijelentő mondatokkal, az ítéletekkel vagy – más szóhasználattal – kijelentésekkel foglalkozik. Fő problémája az ezek között értelmezhető műveletek, a logikai műveletek, illetve a különféle levezetések tanulmányozása.
Az ítéletlogika tekinthető a matematika részének, és napjaink modern felfogásában annak is tekintjük (bár eredetileg a filozófia egy részterületeként fejlődött ki). Ha ezt a modern nézetet elfogadjuk, akkor az ítéletlogikát a kijelentéslogika egy részeként, mégpedig mint úgynevezett kétértékű nulladrendű kijelentéskalkulusként tárgyalhatjuk.

## Bevezetés: előismeretek, az elmélet filozófiai interpretációja

### A logika filozófiai jelentősége, értelmezése
A logika, definíciója szerint, a nyelv bizonyos normatív törvényeinek leírásával, illetve ezen keresztül a gondolkodás és a valóság e törvényekkel kapcsolatos jelenségeivel foglalkozik. Magyarul, a logikát és részeit, például az ítéletlogikát elsődlegesen a(z emberi) nyelv- vagy gondolkodás egyes jelenségei leírásának, tehát szemantikai irányultságúnak tekinthetjük, bár léteznek másféle, alkalmazás jellegű interpretációk is, mint hogy például az ítéletlogika az áramkörök, vagy speciális algebrai rendszerek, vagy a programnyelvek, vagy általában a szintaxisközpontú formális nyelvek tudománya. Mivel a matematikában az utóbbi, a szintaktikai jelenségekre koncentráló interpretáció az uralkodó a természetes nyelvi szemantikai helyett, ezért e cikkben mindkettővel foglalkozunk.
 A hagyományos matematikai logikai tankönyvektől eltérően elsődlegesnek és sorrendben az elsőnek tekintjük a szemantika, mégpedig a természetes emberi nyelvi szemantikai interpretációt; és amint ez észrevehető, az alapfogalmak elnevezését, az alapvető tételek kimondását stb. tekintve is ezt követjük. 
A logikának mint valóság- vagy nyelvleírásnak alapvető fogalma, mint tárgya és mint eszköze is, a kijelentő mondat, röviden szólva a kijelentés; mi a mondat szót fogjuk használni. A valóságleíráshoz azonban kell, hogy az egyes valóságdarabokat egyáltalán meg tudjuk nevezni a saját nyelvünkön. Alapeszközeink közé tartoznak tehát a mondatokon kívül a nevek. Nevezzük e két alapeszközt nyelvi formáknak. Kis trükkel az összes nyelvi forma névnek tekinthető, ti. ha úgy tekintjük, a mondatok azt a tényt nevezik meg, amit leírnak, például a „Peti lement a boltba.” mondat „Peti boltba menését” nevezi meg. Mindkét nyelvi forma, mondat és név, két csoportba osztható.

### Nyílt és zárt nyelvi formák: konstans és változó
A neveket két csoportba oszthatjuk:
- A zárt (határozott) formák (nevek) vagy konstansok egyértelműen nevezik meg azt a dolgot, amit megneveznek: egy vagy több dolgot neveznek meg, de egyszer s mindenkorra ugyanazokat. A nyílt nyelvi formák egyetlen konkrét dolgot sem neveznek meg: többféle dolgot is megnevezhetnek, és csak adott összefüggésben dönthető el, hogy mit is.
- A nyílt vagy változó formák (nevek) befejezetlenek: „kitölthető” részeket tartalmaznak más nevek számára.

Nem véletlen, ha ezek a meghatározások homályosak, de talán példák alapján világos lesz:
Zárt nevek: „Szabó János” (ha tudjuk, melyik Szabó J.-ról van szó), „Poroszország” kancellárja" (azaz Bismarck), nyílt nevek: „Valaki”, „Akárki”, „Ő” (ha nem egy konkrét személyre vonatkozik), „valamely ország kancellárja”; „nagynéni” (ha általában valakinek a nagynénijéről van szó) stb. A zárt nevek közül külön megemlítjük az egyedi dolgokat jelölő tulajdonneveket és a fogalmakat jelölő közneveket. A matematikában a fogalmak is egyedi dolgoknak számítanak, így neveik inkább tulajdonneveknek tekinthetőek. Ezért itt a tulajdonnevek (sin x, 1, 2,…) a gyakoribbak.
Zárt mondat például „Peti lemegy a boltba.”, ha tudjuk, ki az a Peti. Nyílt mondatok: „Valaki lemegy a boltba.”; „Peti lemegy valahova.”; „Valaki lemegy valahova” stb.
A példákból az is látható, hogy egy adott betűsorozat nem egyszer s mindenkorra nyílt vagy zárt, az adott kontextustól, a használat pillanatnyi módjától és aktuális értelmezésétől is függ a nyíltság vagy zártság. Például a „Poroszország kancellárja” csak azért tekinthető zártnak, mert hallatán általában mindenkinek Bismarck ugrik be először. Azt, hogy a logikában egyes dolgok értelmezése a nyelvhasználattól is függhet, kontextuselvnek nevezzük. A matematikai logikának azonban egyik alapfeltevése, hogy egy adott, rögzített név egyszer s mindenkorra vagy nyílt, vagy zárt (mondjuk megállapodással eldöntjük az összes szóba jövő névről, hogy melyik típusba tartozik ezek közül).
Elsőrendű fontosságú nyílt nevek a (határozatlan) névmások. Ezek olyan nevek, melyek más nevekkel helyettesíthetőek. Ilyenekre van szükség általános törvényszerűségek kimondásához. A formális logikában használt megfelelőik a változók. A névmások helyett álló szimbólumokat – ezek szokásosan latin kisbetűk (x, y,…) – változóknak nevezzük. Az ítéletlogika elsődlegesen abban különbözik a kijelentéslogika más ágaitól, s azért nevezzük nulladrendűnek, mert nem használ változókat, csak zárt nyelvi formákkal foglalkozik.

### Az ítélet fogalmának értelmezése
A zárt mondatok közül eldönthetőek, melyeknek egyértelműen igazságértéket tulajdoníthatunk: igazak és nem hamisak, vagy hamisak és nem igazak (egy nyílt mondat eldönthető, ha minden "bezárása" is az, azaz ha a belőle akármely megengedett módon képezett zárt mondat is eldönthető). Az eldönthető zárt mondatokat ítéleteknek vagy nulladrendű kijelentéseknek, az eldönthető nyílt mondatokat predikátumoknak szokás nevezni.

### Szemantikai értékek: jelentés és igazságérték. Extenzionalitás
Az kijelentésnek – általában valamilyen értelemben az eldönthető mondatoknak is – van jelentése (intenzió) és igazságértéke (extenzió). A jelentés az az információ, amit az ítélet, ez a leíró kijelentő mondat, közöl velünk (ezen talán nincs is mit magyarázni). A jelentés így abban a sajátos módban rejtezik, ahogy az ítélet közöl velünk egy tényállást (ez pedig abban, ahogyan az elemeiből, a szavakból, betűkből, hangokból vagy más szemantikai értékkel bíró alapelemekből össze van téve, ld. alább a példákat).
Az igazságérték annak jelzése, hogy a kijelentésben közölt tényállás megfelel-e a valóságnak vagy sem. Így a kijelentés igazságértéke az ítélet valósághoz fűződő viszonya (ill. egy ezt jelölő szimbólum), amely a kétértékű logikában kétféle lehet: az ítélet a valóságot írja le (igaz) vagy sem (hamis). Valójában e „definíció”, vagyis inkább körülírás, elég vitatható, ld. itt; de az ítéletlogika felépítése számára ez is elegendő. Többértékű logikák is léteznek, ezekkel egy másik cikkben foglalkozunk. Az igazság definiálhatóságának nehézsége az egyik, bár nem az egyetlen ok, amiért az igazságérték helyett logikai értéket is szoktak mondani, meg ennek a kifejezésmódnak az az előnye is megvan, hogy például az ítéletlogika áramkörelméleti, absztrakt algebrai stb. interpretációit is figyelembe veszi (ebben a cikkben azonban megmaradunk az ítéletlogika logikai, tehát nyelvi-kognitív interpretációjánál, és ezt tekintjük elsődlegesnek).
A „Peti lement a boltba.” mondat ítélet (ha tudjuk, ki az a Peti); és igaz ha Peti tényleg lement a boltba, hamis egyébként. Jelentése is van: t.i. megtudjuk, hogy Peti lement a boltba.
A matematikai logika alapfokon nem foglalkozik a kijelentések tartalmával, csak igazságértékével: ez egy extenzionális (nem tartalomközpontú) tudományág. Az intenzióra is tekintettel lévő elméleteket az intenzionális logika szócikk tárgyalja.

## Alapfogalmak, jelölések

### Ítélet
Az alábbi „definíció” adható az ítélet fogalmára:
Ítéleten olyan értelmes, zárt kijelentő mondatot értünk, amely egyértelműen igaz vagy hamis.
A fenti definícióban az egyértelműségi követelmény klasszikus és bővebb megfogalmazásban a következő feltételek teljesülését jelenti:
1. Egy ítélet nem lehet egyszerre igaz és hamis. (ellentmondástalanság elve)
2. Nincs olyan ítélet, amely se nem igaz, se nem hamis. (kizárt harmadik elve)
3. Ha egy ítélet nem hamis (nem igaz, hogy nem igaz), akkor az az ítélet igaz. (kettős tagadás elve)

Összefoglalva, ítélet vagy igaz és ekkor nem hamis, vagy hamis és ekkor nem igaz, más lehetőség (másféle ítélet) nincs.
Az ítéleteket a római ábécé nagybetűivel jelöljük: {\displaystyle A,B,C,\dots }

### Igazságérték
Legyen {\displaystyle A} egy tetszőleges ítélet. Ha az {\displaystyle A} ítélet igaz, akkor azt mondjuk, hogy az {\displaystyle A} ítélet igazságértéke (vagy más néven logikai értéke) igaz, és ezt így jelöljük: {\displaystyle |A|=i} vagy {\displaystyle |A|=1}. Ellenkező esetben azt mondjuk, hogy az {\displaystyle A} ítélet igazságértéke (vagy más néven logikai értéke) hamis, és ezt így jelöljük: {\displaystyle |A|=h} vagy {\displaystyle |A|=0}.

### Ekvivalencia
Az igazságértékek {\displaystyle \{i,h\}} halmazában {\displaystyle =} jelöli az egyenlőségi relációt, amely a szokásos módon reflexív, szimmetrikus és tranzitív, azaz ekvivalenciareláció.
- |A|=|B| jelölje azt az ítéletet bármely rögzített A,B ítéletek esetén, hogy az A és B igazságértéke megegyezik: A és B is igaz vagy mindkettő hamis;
- továbbá |A|≠|B| azt a tényt,hogy A és B logikai értéke különböző; A igaz és B hamis, vagy A hamis és B igaz.
- Néha szokás |A|=|B| helyett rövidítésként bevezetni az A≡B jelölést. Ezt úgy olvassuk, hogy A ekvivalens B-vel.

Azaz két ítélet ekvivalens, ha logikai értékük egyezik. Jele a fent említett ≡.
Nyilvánvalóan érvényesek az alábbi tulajdonságok minden {\displaystyle A,B,C} ítéletre:
1. A≡A (reflexivitás);
2. Ha A≡B és B≡C, akkor A≡C (tranzitív tulajdonság);
3. (A≡B) ≡ (B≡A) (szimmetria).

(Mindezt összefoglalva úgy mondjuk: ≡ ekvivalenciareláció.). A fenti fontos ítéletek bizonyos ítéletek ekvivalenciáját mondják ki.
Hiszen
1. |A|=|A|, akár igaz A (i=i), akár hamis (h=h); emiatt aztán A≡A;
2. e tulajdonság a logikai értékek közti egyenlőség tranzitív tulajdonságából következik, nevezetesen: Ha A≡B és B≡C, |A|=|B| és |B|=|C| miatt |A|=|C| is, azaz A≡C; végül pedig
3. Ha A≡B azaz |A|=|B| akkor az {i,h} halmazbeli = szimmetriája miatt |B|=|A|, ami pontosan azt jelenti, B≡A.

### Példa értéktáblázatra és ezek használatára
A szimmetria fenti szöveges-retorikus bizonyítását egy ún. (igazság)értéktáblázatba foglalhatjuk a következőképp:
| │A│ | │B│ | │A≡B│ | │B≡A│ |
| 0   | 0   | 1     | 1     |
| 0   | 1   | 0     | 0     |
| 1   | 0   | 0     | 0     |
| 1   | 1   | 1     | 1     |

A következőképp lehet ezt használni: az A és B ítéletek mindegyike lehet igaz és/vagy hamis, az A,B ítéletpáros együttes igazságértékeire nézve négyféle variáció lehetséges: A is és B is hamis; A hamis de B igaz; A igaz de B hamis; végül A és B is igaz. Egy-egy variáció egy-egy sornak felel meg; és minden rögzített variáció esetén „kézileg”, mindenféle bonyolultabb törvényszerűség ismerete nélkül kiértékelhetjük mind az A≡B, mind a B≡A ítéleteket ugyanis ha A, B rögzített ítéletek, akkor ez utóbbiak is azok, hisz zártak és egyértelműen igazak vagy hamisak). Például ha A igaz és B hamis, akkor az A≡B ítélet, vagyis az |A|=|B| ítélet, hamis, hiszen |A|=1 és |B|=0 és ekkor nem igaz, tehát hamis 1=0. A többi sorban is hasonlóképp lehet a kiértékelést elvégezni. Ha bárhogyan is rögzítjük az A,B ítéletváltozókat, konkrét ítéleteket mögéjük értve, akkor rögtön el is dönthetjük ezek igazságértékét, ez megadja az A,B ítéletpáros egy értékvariációját, vagyis a táblázat egyik sorát, és ennek ismeretében az ekvivalenciák érvényessége is kiértékelhető. Talán felesleges is ennél részletesebb leírást adni: minden sorban kiértékelhető a két ekvivalencia, és ha minden sorban a két ekvivalencia értéke egyezik, az azt jelenti, hogy tényleg akkor és csak akkor igaz az egyik, amikor a másik. Vagyis annak teljesülése szükséges, hogy a két utolsó oszlopban a beírt igazságértékek rendere, azaz sorról sorra megegyezzenek.
Általában is hasonlóan lehet az értéktáblázatokat ítéletlogikai bizonyításokhoz használni.

## Logikai műveletek
Az ítéleteken hasonlóképp műveleteket hajthatunk végre, mint a számokon. Ezeket logikai műveleteknek, vagy röviden junktornak nevezzük. A junktor fogalmának legalább háromféle értelmezése lehetséges: az egyik egy „filozófiaközelibb”, a köznapi logikai műveletfogalom birtokában jobban érthető, de a jelenlegi matematika számára nehezen értelmezhető (nemvalódi) „definíció”. A másik absztrakt definíció ennek egy formalizált változata, amely azonban sok gondot okoz, mivel például a filozófiai interpretációt gyakorlatilag megsemmisíti. Egyéb, technikai gond is akad vele, a harmadik definíció ennek egy ilyen gondok miatti módosítása.

### Definíció I.
Tekintsük ítéletek egy tetszőleges {\displaystyle I} halmazát. Legyen {\displaystyle n} egy adott természetes szám. Ekkor valamely {\displaystyle f:I^{n}\rightarrow I} függvényt n-változós logikai műveletnek nevezünk, ha teljesül a következő, extenzionalitási feltételnek nevezett feltétel: bármely ebben a sorrendben vett {\displaystyle A_{1},A_{2},\dots ,A_{n}} és {\displaystyle B_{1},B_{2},\dots ,B_{n}} ítéletekre ha {\displaystyle |A_{1}|=|B_{1}|,\dots ,|A_{n}|=|B_{n}|}, akkor szükségképp {\displaystyle |f(A_{1},\dots ,A_{n})|=|f(B_{1},\dots ,B_{n})|}
A fenti követelmény azt rögzíti, hogy az ítéletfüggvény értéke csak az ítéletek extenziójától, azaz igazságértékétől függhet, azaz ekvivalens ítéletekhez a művelet ekvivalens ítéleteket kell hogy rendeljen.

### Definíció II.
Az ítéletfüggvények definiálhatóak az {\displaystyle \{1,0\}} igazságértékekből képzett n-esek halmazából az igazságértékek halmazába képezhető függvényekre, azaz (formális) ítéletfüggvény egy {\displaystyle \phi :\{1,0\}^{n}\rightarrow \{1,0\}} alakú függvény. Pontosabban, minden az I. definíciónak megfelelő {\displaystyle f} ítéletfüggvényhez tartozik egy és csak egy megfelelő II. definíció szerinti {\displaystyle \phi } ítéletfüggvény úgy, hogy {\displaystyle f} akkor és csak akkor legyen igaz az {\displaystyle A_{1},\dots ,A_{n}} ebben a sorrendben vett ítéletekre, ha {\displaystyle \phi } igaz az {\displaystyle \left(|A_{1}|,\dots ,|A_{n}|\right)\in \{1,0\}^{n}} igazságérték-n-esre.
Mivel a logikai művelet értéke (akár ítéleteken, akár igazságértékeken definiáljuk) n-darab valamitől függ, ezért n-változósnak vagy n-árisnak (nulláris, unáris, bináris, ternáris stb.) nevezzük. Ez az elnevezés sem mentes a problémáktól, ugyanis az úgynevezett fiktív változós n-áris műveleteket igen kényelmetlen sokszor valódi n-árisnak tekinteni – valójában, kimondatlanul a csak fiktív változóban különböző logikai függvényeket nem szokták megkülönböztetni, így bevezethetjük a III. értelmezést is:

### Definíció III.
Tekintsük a II. értelemben vett összes (nulláris, unáris, bináris stb.) logikai műveletek halmazát. E halmazban a „két junktor legfeljebb csak fiktív változókban különbözik” reláció egy szabatosan is definiálható ekvivalenciareláció. Ítéletfüggvénynek nevezhetjük II. értelemben vett ítéletfüggvények e reláció szerinti ekvivalenciaosztályait is.
A matematikusok nem szoktak a III. definíció precizitásáig elmenni, megelégszenek a II. értelmezéssel. Azonban néha ez is fontos – elsősorban az informatikai, számítógéptudományi alkalmazásokban. Valójában azonban már az értéktáblázatos ítéletalgebrai bizonyítások nagy része sem tekinthető ezen értelmezés nélkül érvényesnek.

### Egyváltozós junktorok
Az alábbi értéktáblázat mutatja, hogy egyváltozós junktorból négyféle létezik:
| A       | 1.   | 2.    | 3. | 4.   |
| 0       | 0    | 0     | 1  | 1    |
| 1       | 0    | 1     | 0  | 1    |
| jel I.  | H(A) | id(A) | ~A | I(A) |
| jel II. | H    | A     | ~A | I    |

Az első oszlop, melyet nevezzünk inkább nulladiknak, mutatja, hogy az A ítélet milyen igazságértékeket vehet fel a kétértékű ítéletlogikában. Az 1. számmal jelölt oszlopban egy olyan junktor értékei vannak, ami tetszőleges ítéletre mindig hamis értékű; függetlenül az eredeti A ítélettől és annak értékétől; és a 4. sorszámú oszlopban is hasonló található, csak ez mindenhez az igaz értéket rendeli. Ha a junktor definíciójának I. vagy III. változatát fogadjuk el érvényesnek, akkor e két junktor interpretálható mint az abszolút hamisság (ellentmondás, kontradikció), illetve mint az abszolút igazság, és jelölhető H-val illetve I-vel. Ez a II. értelmezés mellett nehezebben tehető meg, mert ekkor minden n-re és minden A ítéletre külön-külön létezne egy-egy abszolút Igazság meg egy Hamisság, és elég furcsa lenne, hogy legalább megszámlálhatóan végtelen sok Hamisság és Igazság létezne – akkor ezek nyilván nem is lennének olyan abszolútak (az I. junktordefiníció is felvet hasonló nehézségeket, de ez könnyen kiküszöbölhető, ha szintén megegyezünk abban, hogy a csak fiktív változóban különböző ítéletfüggvények ekvivalensek). A 2. oszlopban az A ítélet, pontosabban az A ítélethez az A ítéletet rendelő junktor áll (ez utóbbi kifejezéseket is attól függően mondhatjuk vagy nem mondhatjuk, hogy hogyan értelmezzük a junktor fogalmát). A 3. oszlop épp a már tárgyalt negáció.

#### Negáció

##### Definíció
Az {\displaystyle A} ítélet negációja – vagy negáltja, magyarul tagadása – az a {\displaystyle \sim (A)}-val, röviden {\displaystyle \sim A}-val jelölt ítélet, mely igaz, ha {\displaystyle A} hamis és hamis, ha {\displaystyle A} igaz.
Alternatív jelölések: {\displaystyle {\bar {A}}}, {\displaystyle \lnot (A)}, általában a zárójeleket elhagyjuk, ha ez nem okoz félreértést: {\displaystyle \sim A}, {\displaystyle \lnot A}.
A negáció egy egyváltozós logikai művelet, melyet figyelembe véve az extenzionalitás követelményét, az alábbi értéktáblázattal definiálhatunk:
| A  |   |   |
| i  | h |   |
| ¬A | h | i |

##### A kettős tagadás törvénye
Könnyen belátható, hogy bármely rögzített A ítélet esetén ∼(∼(A)) vagy röviden ∼∼A ekvivalens magával az A ítélettel, vagyis ha ezt kétszer tagadjuk, önmagát kapjuk.
A negáció meghatározása szerint ugyanis ha A egy igaz ítélet, akkor ∼A hamis, ekkor pedig ∼(∼(A)) igaz. Tehát |A|=|∼∼A|.
De ugyanígy, ha A éppenséggel hamis, akkor ∼A igaz, tehát ∼(∼(A)) hamis, és ekkor is |A|=|∼∼A|. Ez utóbbi egyenlőség tehát igaz, akár egy igaz ítélet az A, akár hamis; de ez az egyenlőség semmi mást nem jelent, mint hogy A≡∼sim;A.
A bizonyítás értéktáblázattal (ez tulajdonképp ugyanaz, mint a fenti, csak tömörebb formában, a kiértékelést itt is sorról sorra kell végezni, mint az eddigi táblázatokban, az ekvivalencia teljesülését, mint mondottuk már, az jelzi, hogy az A és ~~A oszlopokban sorról sorra egyeznek az igazságértékek):
| A | ~A | ~~A |  |
| 1 | 0  | 1   |  |
| 0 | 1  | 0   |  |

### Kétváltozós junktorok
Két, A és B ítélet diszjunkciója az az A∨B-vel (olv.:'A vagy B') jelölt ítélet, amely akkor és csak akkor igaz, ha A és B közül valamelyik igaz, egyébként hamis.
Két, A és B ítélet konjunkciója az az A∧B-vel (olv.:'A és B') jelölt ítélet, amely akkor és csak akkor igaz, ha A és B közül mindkettő igaz, egyébként hamis.
Két, A és B ítélet implikációja az az A→B-vel (olv.:'A implikáció B') jelölt ítélet, amely akkor és csak akkor hamis, ha A igaz és B hamis.
Két, A és B ítélet ekvivalenciája az az A↔B-vel (olv.:'A ekvivalencia B') jelölt ítélet, amely akkor és csak akkor igaz, ha A és B logikai értéke megegyezik (azaz ha A≡B).
Két, A és B ítélet kontravalenciája az az A∆B-vel (olv.'A delta B') jelölt ítélet, amely akkor és csak akkor igaz, ha A és B logikai értéke különbözik.
A kétváltozós log. műveletek által összekapcsolt ítéleteket szokás a művelet tagjainak mondani, ugyanúgy, mint például a "normál", számok közti összeadás esetén. Például A&B tagjai A és B.
Az összes kétváltozós junktort az alábbi táblázat adja meg:
| A \| B       | Kétváltozós logikai műveletek | Kétváltozós logikai műveletek | Kétváltozós logikai műveletek | Kétváltozós logikai műveletek | Kétváltozós logikai műveletek | Kétváltozós logikai műveletek | Kétváltozós logikai műveletek | Kétváltozós logikai műveletek | Kétváltozós logikai műveletek | Kétváltozós logikai műveletek | Kétváltozós logikai műveletek | Kétváltozós logikai műveletek | Kétváltozós logikai műveletek | Kétváltozós logikai műveletek | Kétváltozós logikai műveletek | Kétváltozós logikai műveletek |
| A \| B       | 1                             | A ∨ B                         | A → B                         | B                             | B → A                         | A                             | A ↔ B                         | A ∧ B                         | N                             | ¬(A∨B)                        | ¬(A→B)                        | ¬B                            | ¬(B→A)                        | ¬A                            | ¬(A↔B)                        | ¬(A∧B)                        |
| igaz, igaz   | i                             | i                             | i                             | i                             | i                             | i                             | i                             | i                             | h                             | h                             | h                             | h                             | h                             | h                             | h                             | h                             |
| hamis, igaz  | i                             | i                             | i                             | i                             | h                             | h                             | h                             | h                             | h                             | h                             | h                             | h                             | i                             | i                             | i                             | i                             |
| igaz, hamis  | i                             | i                             | h                             | h                             | i                             | i                             | h                             | h                             | h                             | h                             | i                             | i                             | h                             | h                             | i                             | i                             |
| hamis, hamis | i                             | h                             | i                             | h                             | i                             | h                             | i                             | h                             | h                             | i                             | h                             | i                             | h                             | i                             | h                             | i                             |

A műveletek neveit (jeleit) és magukat a műveleteket junktornak nevezzük.
Egy példa junktorra: az „és” kötőszó két mondat között a konjunkció (összekapcsolás) nevű logikai művelet jele. A matematikai logika az „és” szócska helyett a {\displaystyle \wedge } (sok szerző a &, · vagy C) jelet alkalmazza. Hasonló példa a "vagy" szócska, amely összekapcsolási mód neve diszjunkció, matematikai jele Ú (esetleg + vagy D ).
Az A ítélet negációja (tagadása) az a A-val (olv.'nem A') jelölt ítélet,amely akkor és csak akkor hamis, ha A hamis,egyébként (ha A igaz) hamis. Azaz A igaz ha A igaz és hamis ha A hamis.